# Die Anarchisten
Die Anarchisten: Kulturgemälde aus dem Ende des XIX Jahrhunderts ( Os Anarquistas: Um Retrato da Civilização no Fim do Século XIX ) é um livro do escritor anarquista John Henry Mackay publicado em alemão e inglês em 1891. É a obra mais conhecida e mais lida de Mackay, tornando-o famoso da noite para o dia. Mackay deixou claro no subtítulo do livro que não pretendia ser um romance e reclamou quando foi criticado como tal, declarando que era propaganda. Uma tradução em iídiche de Abraham Frumkin foi publicada em Londres em 1908 pelo Worker's Friend Group, com uma introdução do editor do jornal, o proeminente anarquista londrino Rudolf Rocker . Também foi traduzido para o tcheco, holandês, francês, italiano, russo, espanhol e sueco. Die Anarchisten vendeu 6.500 cópias na Alemanha em 1903, 8.000 em 1911 e mais de 15.000 na época da morte do autor em 1933.
Die Anarchisten é um relato semi-ficcional do ano de Mackay em Londres, desde a primavera de 1887 até o ano seguinte, escrito a partir da perspectiva do protagonista e substituto do autor, Carrard Auban. Ele narra a conversão de Mackay à filosofia individualista de Max Stirner, a quem o livro é dedicado. Nele, Mackay contrapõe desfavoravelmente o então predominante anarquismo comunista com o anarquismo individualista, para o qual ele havia sido conquistado por Benjamin R. Tucker, e que Auban representa em face de seu homólogo comunista Otto Trupp (cuja posição é semelhante ao de Gustav Landauer ). Grande parte do livro se concentra em discussões entre os defensores anarquistas da violência, sintetizados por Trupp, e aqueles como Auban, que acreditam que a propaganda do ato inadvertidamente fortalece as autoridades que procura minar. O estudioso Mackay Thomas Riley comenta:
In Die Anarchisten there are two contrasting characters, one of which represents a philosophy of life that is clearly communist-anarchism; the other, a more intellectual person, is an individualistic anarchist and an egoist. Through the eyes of these two men we see the horrors of life among the London poor in 1887 and the useless attempts of London radicals to wipe out the evils of the world by means of an effective social movement. Only by individualism à la Tucker and egoism à la Max Stirner can the world progress out of the misery, poverty, and wars produced by governments. The book is obviously aimed not only at the layman but also at the communist-anarchists, in an attempt to persuade them to drop their evil ways and come over to the camp of the Americans.

## Influência e recepção
Die Anarchisten provou ser influente. De acordo com uma observação de Rocker em 1927, a publicação do livro em Zurique em 1891 causou considerável entusiasmo nos círculos anarquistas, que até então não estavam familiarizados com qualquer forma de anarquismo que não fosse o anarquismo comunista que eles subscreviam uniformemente. Ele estabeleceu firmemente a filosofia de Stirner no movimento anarquista alemão . O livro influenciou o compositor romântico Richard Strauss, que o leu avidamente e teria se envolvido em uma discussão acalorada sobre ele horas antes da abertura de sua primeira ópera, Guntram .
Um companheiro para a literatura alemã do século XX descreve o trabalho como "um retrato hábil da vida cultural na Alemanha no final do século XIX". O historiador anarquista Paul Avrich achou o livro "notável", enquanto seu homólogo George Woodcock comentou que revelava que Mackay era "uma espécie de Gissing libertário inferior". Em suas memórias, o filósofo austríaco Rudolf Steiner escreveu sobre o livro: